# چیلدیر
چیلدیر (به ترکی استانبولی: Çıldır، به ارمنی: Հիւսիսեան، به گرجی: ჩრდილი) یک منطقهٔ مسکونی در ترکیه است که در استان اردهان واقع شده‌است.